# Scott Major
Scott Major (Melbourne (Victoria), 4 juli 1975) is een Australisch acteur. Hij is gehuwd en heeft één dochter.

## Carrière
Major eerste televisierol was die van het personage "Oates" in de dertiendelige Australische reeks Late for School. Hij was een eerste keer in te zien in de soapserie Neighbours in 1993 toen hij voor een korte periode de eerste acteur was die het personage van "Darren Stark" neerzette. In 1995 en 1996 speelde hij in 65 aflevering van de reeks Heartbreak High. Na wat gastrollen te hebben gespeeld, was hij in 1998 in vier afleveringen te zien van de soap Home and Away. In de periode 2001-2003 speelde hij in vijftig afleveringen van de dramareeks Always Greener. In 2007 gaat hij aan de slag in het Verenigd Koninkrijk en was hij te zien in de BBC-reeksen Doctors en Love Soup.
Hij keerde terug naar Australië en ging voor de tweede keer in zijn carrière aan de slag in Neighbours waar hij sinds juli 2008 de rol van "Lucas Fitzgerald" vertolkt.